# Acer pehpeiense
Acer pehpeiense là một loài thực vật có hoa trong họ Bồ hòn. Loài này được W.P.Fang & H.Y.Su mô tả khoa học đầu tiên năm 1979.